# Ufsekammen
Der Ufsekammen (norwegisch für Klippenkamm) ist ein 5 km langer und bogenförmiger Gebirgskamm im ostantarktischen Königin-Maud-Land. Im Otto-von-Gruber-Gebirge des Wohlthatmassivs erstreckt er sich zwischen den Schichtbergen und dem Kliff Ufsebrotet.
Entdeckt und anhand von Luftaufnahmen kartiert wurde er bei der Deutschen Antarktischen Expedition 1938/39 unter der Leitung des Polarforschers Alfred Ritscher. Norwegische Kartographen, die ihn auch benannten, kartierten ihn anhand von Vermessungen und Luftaufnahmen der Dritten Norwegischen Antarktisexpedition (1956–1960).